# Castanopsis calathiformis
Castanopsis calathiformis är en bokväxtart som först beskrevs av Sidney Alfred Skan, och fick sitt nu gällande namn av Alfred Rehder och Ernest Henry Wilson. Castanopsis calathiformis ingår i släktet Castanopsis och familjen bokväxter. Inga underarter finns listade.